# Geschichte der Juden in Nordmazedonien

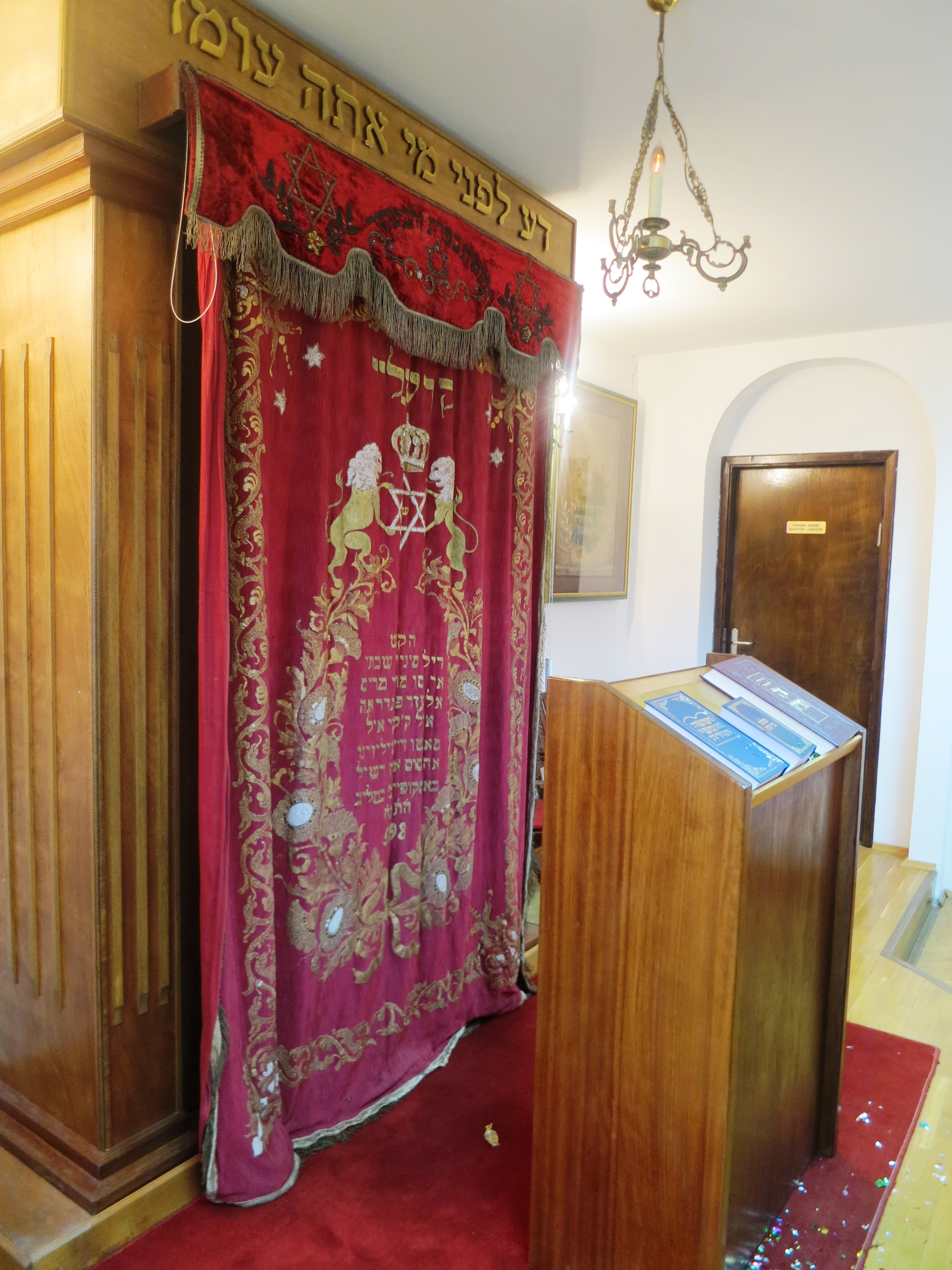
Toraschrein der Beit Yaacov-Synagoge in Skopje.

Die Geschichte der Juden in Nordmazedonien reicht zweitausend Jahre zurück und beginnt in der römischen Antike, als Juden erstmals in die Region kamen. Heute leben nach dem Holocaust und der Auswanderung, insbesondere nach Israel, etwa 200 Juden in Nordmazedonien, hauptsächlich in der Hauptstadt Skopje und einige wenige in Štip und Bitola.

## Altertum
Die ersten Juden kamen im ersten Jahrhundert v. Chr. während der Römerzeit in das Gebiet, das heute als Nordmazedonien bekannt ist. Sie flohen vor der Verfolgung in anderen von den Römern kontrollierten Gebieten und ließen sich in der römischen Provinz Macedonia nieder. Die Anwesenheit von Juden in Nordmazedonien wird durch einen Brief von Herodes Agrippa I. an Caligula bestätigt.
In Stobi wurden die Überreste einer jüdischen Synagoge ausgegraben, die aus dieser Zeit stammt. Die Funde lassen die Schlussfolgerung zu, dass damals an diesem Ort eine entwickelte jüdische Gemeinde existierte. Aus einer Inschrift der Synagoge – wohl der wichtigsten, die bisher in einer Diaspora-Synagoge gefunden wurde – geht hervor, dass Tiberius Polycharmus im Jahr 165 n. Chr. seine Villa in eine Synagoge umbaute. Polycharmus, der als „Vater der Synagoge“ bezeichnet wird, errichtete einen Gebetssaal, einen Speisesaal (Triclinium) und einen überdachten Säulengang (Portikus) und nutzte das obere Stockwerk des Komplexes als Wohnsitz für sich und seine Nachfolger.

## Mittelalter
Die jüdische Gemeinde bestand in Nordmazedonien (wie auch im übrigen Mazedonien) nach der römischen Herrschaft fort. Die mittelalterliche jüdische Bevölkerung Nordmazedoniens bestand bis zum 14. und 15. Jahrhundert hauptsächlich aus romaniotischen Juden. Der Erste Kreuzzug dezimierte die jüdische Bevölkerung in Pelagonien und Skopje. Die Juden in Nordmazedonien hatten jedoch weiterhin prominente Mitglieder in ihren Gemeinden. So konvertierte beispielsweise der Philosoph Leo II. Mung zum Christentum und wurde von 1108 bis 1120 als Nachfolger von Theophylakt von Ohrid Erzbischof von Ohrid. Ein führender jüdischer Gelehrter, der 1328 in Ohrid geborene Judah Leon ben Moses Mosconi, schrieb Kommentare, in denen er feststellte, dass falsche Auslegungen der Heiligen Schrift oft auf eine Vernachlässigung der Grammatik zurückzuführen sind. Später wurde er Leibarzt des Königs von Mallorca, wo er eine umfangreiche Bibliothek zusammenstellte, die noch Jahrhunderte später von Gelehrten genutzt wurde. Die erste bekannte Synagoge in Skopje, Beth Aharon, wurde im Jahr 1366 erbaut.

## Osmanische Herrschaft
Die jüdische Gemeinde in der Region blieb bis in die osmanische Zeit hinein klein. Der nächste große Zustrom von Juden in die Region kam mit der portugiesischen und spanischen Inquisition. Bayezid II., der Sultan des Osmanischen Reiches, hieß die sephardischen Juden willkommen, die in sein Reich einwanderten. Sie erhielten weitreichende Autonomie und verschiedene Rechte, darunter das Recht, Immobilien zu kaufen, Synagogen zu bauen und im gesamten Osmanischen Reich Handel zu treiben. Wohlhabende Handelsstädte im heutigen Nordmazedonien wie Skopje, Monastir (das heutige Bitola) und Štip zogen viele Juden an. Die Juden in diesen Städten waren hauptsächlich in den Bereichen Handel, Bankwesen, Medizin und Recht tätig, und einige von ihnen erreichten sogar einflussreiche Positionen. Der jüdische Friedhof in Bitola wurde 1497 angelegt, kurz nachdem die ersten sephardischen Juden in die Gegend gezogen waren. Der Friedhof ist der älteste jüdische Friedhof in Nordmazedonien, wenn nicht sogar auf dem gesamten Balkan.
Die Beziehungen zwischen den Juden und der lokalen nicht-jüdischen Bevölkerung waren im Allgemeinen gut. Eine Bestätigung für die guten Bedingungen für Juden in Nordmazedonien (und der weiteren mazedonischen Region) sowie im osmanischen Europa im Allgemeinen findet sich in einem Brief des mazedonischen Juden Isaac Jarfati aus dem 15. Jahrhundert an deutsche und ungarische Juden, in dem er sie über die günstigen Bedingungen im Osmanischen Reich informierte und sie zur Einwanderung auf den Balkan ermutigte. Ein italienischer Reisender schrieb 1560, dass es in Skopje mehr Juden als andere Bevölkerungsgruppen gab. Im 17. Jahrhundert hatte Skopje zwei Synagogen, Beit Aron und Beit Yaacov. In Bitola gab es neun Synagogen und in Štip zwei.
Mehrere bedeutende jüdische Philosophen wurden in Nordmazedonien geboren oder lebten dort eine Zeit lang, darunter Samuel de Medina, Josef ben Lev, Shlomo Koen, Kirco Blazevski, Jaakov tam David Yahia, Ishaak ben Samuel Adrabi, Aharon ben Josef Sason und Salamon. Im Jahr 1680 starb der in Jerusalem geborene jüdische Religionsphilosoph Nathan von Gaza und wurde in Skopje begraben. Sein Grab wurde nach seinem Tod zu einer Pilgerstätte, bis sie im Zweiten Weltkrieg zerstört wurde.
Als Enea Silvio Piccolomini 1689 Skopje niederbrannte und 1863 ein Großbrand in Bitola ausbrach, verringerte sich die jüdische Bevölkerung in den beiden größten jüdischen Zentren Nordmazedoniens erheblich. Im Jahr 1689 betrug die jüdische Bevölkerung von Skopje 3.000 von insgesamt 60.000 Einwohnern. Die jüdische Gemeinde war fast ausschließlich sephardisch, und die meisten sprachen zu Hause Ladino.
Im 18. und 19. Jahrhundert verringerte sich die Religiosität unter der jüdischen Bevölkerung. „Nur das mystische Studium der Kabbala blieb ein zentraler Bestandteil der jüdischen Praxis in Mazedonien“. Als Ende des 19. Jahrhunderts in Mazedonien auch Nicht-Muslime Militärdienst leisten mussten, emigrierten viele Juden in die Vereinigten Staaten. 1895 gründete die Alliance Israélite Universelle eine Schule in Bitola. Zu dieser Zeit sprachen mehr als 30 Prozent der mazedonischen Juden Französisch.
Juden beteiligten sich an der Befreiungsbewegung gegen die osmanische Herrschaft. Eine große Zahl mazedonischer Juden machte beim Ilinden-Preobraschenie-Aufstand mit. Einer der bemerkenswertesten Teilnehmer war Rafael Moshe Kamhi, der eine der Rebellengruppen anführte. Er war es, der unter dem Spitznamen Skanderbeg (Skender-beg) an den frühen Aktivitäten der Bewegung teilnahm. Während des Aufstandes von 1903 leitete er eine Einheit in Debar. Mentes Kolomonos, Santo Aroesti, die Brüder Muson und Avram Nisan sind weitere bekannte Teilnehmer des Aufstands, die Waffen sammelten und die Rebellen mit Geld versorgten.

## Königreich Serbien und Königreich Jugoslawien
Nachdem Vardar-Mazedonien (das Gebiet entspricht in etwa den Grenzen der heutigen Republik Mazedonien) Teil des Königreichs Serbien wurde, erhielten die Juden vollständige Bürgerrechte. Während des Ersten Weltkriegs wurden die jüdischen Gemeinden in kleineren Gebieten wie Dojran und Strumica, die sich in der Nähe der Frontlinie befanden, von den Kämpfen stark in Mitleidenschaft gezogen und viele Juden flohen aus dem Gebiet. Die Aufteilung Mazedoniens an Griechenland (Griechisch-Makedonien oder „Ägäis-Makedonien“/Makedonia) und Serbien („Vardar-Makedonien“/Süd-Serbien) wirkte sich nachteilig auf die Juden in den kleineren Zentren aus, da ihnen die Möglichkeit für die meisten ihrer Handelsaktivitäten zum größten jüdischen Handelszentrum auf dem Balkan, Thessaloniki, genommen wurde.
Im Königreich Jugoslawien konzentrierte sich die jüdische Gemeinde von Vardar-Mazedonien vor dem Zweiten Weltkrieg auf Bitola (etwa 8.000 Juden), Skopje (etwa 3.000 Juden) und Štip (etwa 500 Juden).
Mit dem Gesetz über die Glaubensgemeinde der Juden im Königreich Jugoslawien vom 14. Dezember 1929 wurde das Verhältnis zum Staat neu geregelt und die traditionelle jüdische Selbstverwaltung zum Teil abgeschafft. Offiziell blieben die jüdischen Gemeinden „Selbstverwaltungs-Körperschaften“, tatsächlich mussten sie ihre Statuten dem Justizministerium zur Bestätigung vorlegen, und das Ministerium sprach auch das letzte Wort, wenn sich jüdische Gemeinden gründeten, spalteten, vereinten oder auflösten.

## Zweiter Weltkrieg und Holocaust

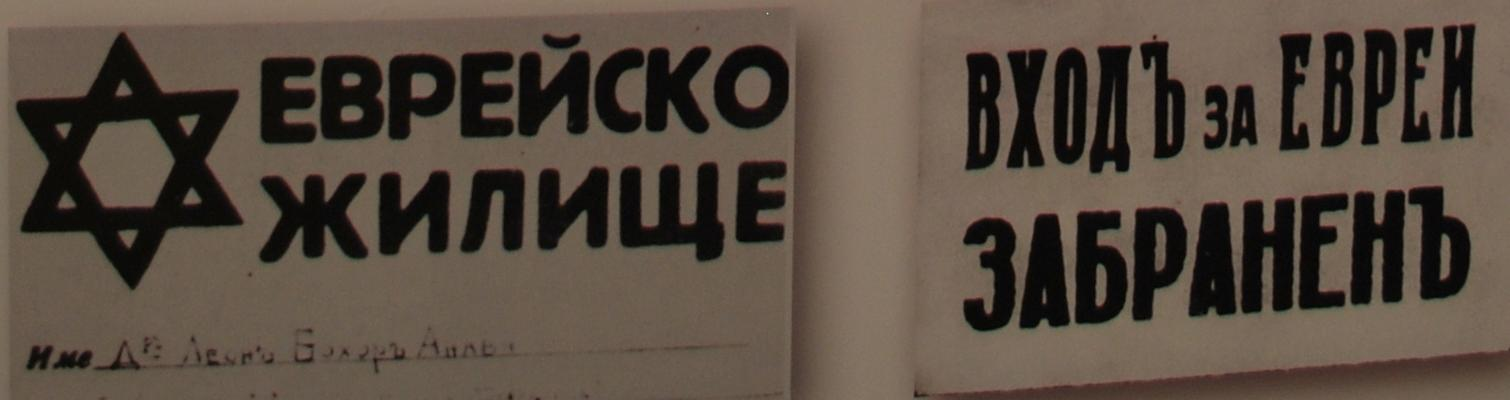
Gemäß den bulgarischen Antisemitismusgesetzen wurden jüdische Häuser gekennzeichnet (linkes Schild) und Zugangsbeschränkungen eingeführt (rechtes Schild). Das Bild wurde im Holocaust-Museum in Skopje aufgenommen.

Der Jugoslawische Putsch vom März 1941 folgte den Balkanfeldzug der Wehrmacht und die deutsche Besetzung Jugoslawiens. Parallel dazu, wurde der Druck auf das bis dahin neutrale Bulgarien verstärkt, welches im gleichen Monat ein Verbündeter der Achsenmächte wurde. In der folge, ordnete Hitler während der Wiener Verhandlungen (20.–22, April 1941) die Überlassung der Verwaltung großer Teile Makedoniens sowie das Pomoravije an Bulgarien an. Die Region um Debar, Struga und Tetovo wurde Teil des italienischen Protektorats Albanien. Thessaloniki,´mit seinen über 55.000 Juden wurde direkt von der Wehrmacht kontrolliert.
Auf Basis der Klodius-Popow-Vereinbarung überquerten bulgarischen Truppen ab Ende April die Grenze und obwohl Bulgarien die Region faktisch besetzt hatte, erkannten die zuständigen deutschen Behörden nur die bulgarische Militärverwaltung an, nicht aber die Zivilverwaltung. Seit den Anfängen der Unabhängigkeitsbewegung im späten 19. Jahrhundert hatten die slawischsprachigen Bewohner Vardar-Mazedoniens versucht, sich von der türkischen (und später serbischen) Herrschaft zu befreien, entweder als autonomer Staat oder als Teil Bulgariens. Und so wurde die bulgarische Armee bei ihrem Vormarsch von der Mehrheit der Bevölkerung freundlich und vielerorts auch als Befreier empfangen und konnte wie die Polizei, Kräfte aus der lokalen Bevölkerung rekrutieren. So machten lokale Kräfte in bestimmten Bataillonen 40 bis 60 Prozent der Soldaten aus.

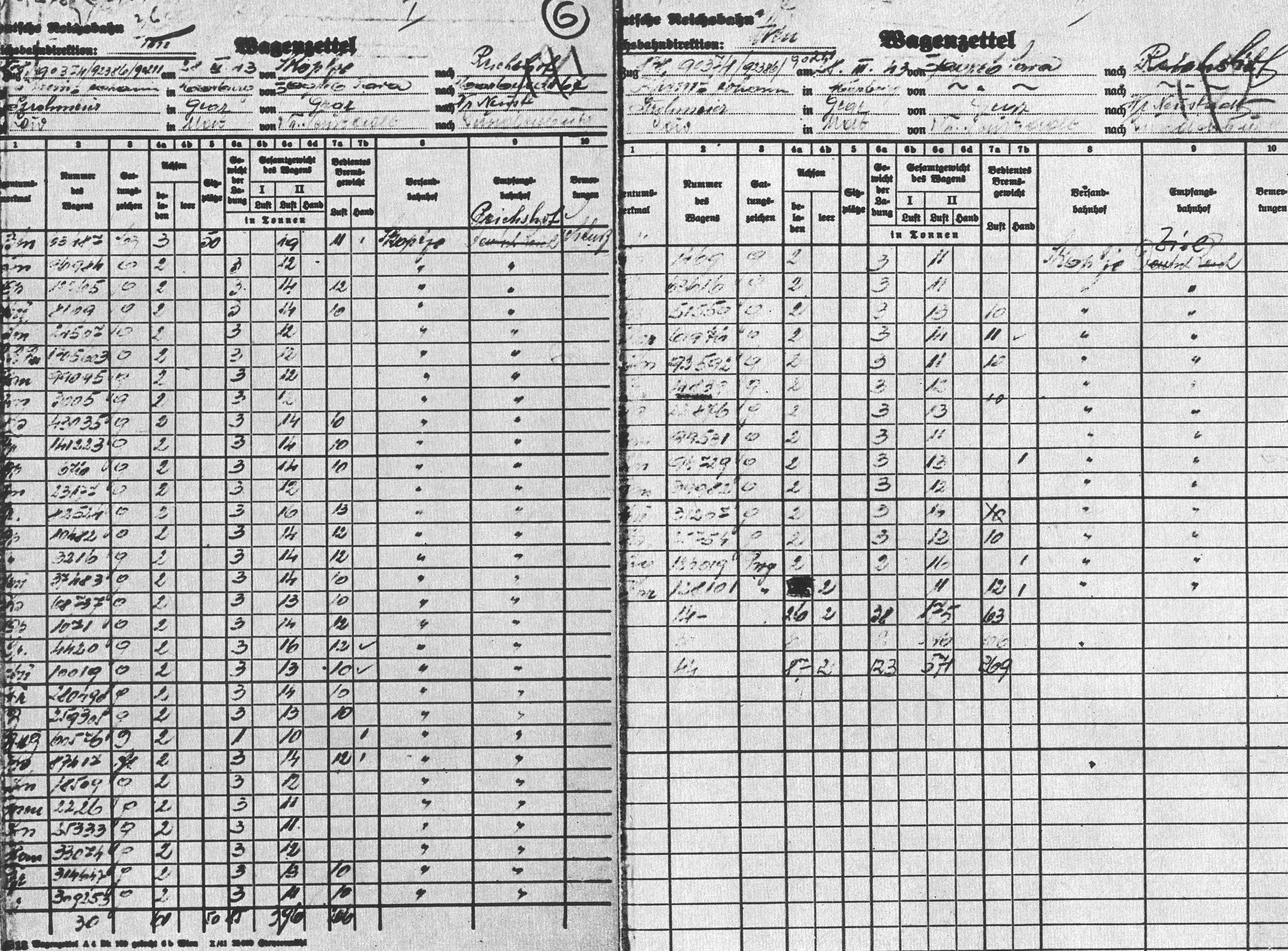
Liste der Eisenbahnwaggons, die am 26. März 1943 für den Transport der aus Skopje in das Vernichtungslager Treblinka deportierten Juden verwendet wurden.

Das bulgarische Parlament verabschiedete bereits im Dezember 1940 ein antisemitisches Gesetz mit der Bezeichnung Gesetz zum Schutz der Nation, das im Januar 1941 in Kraft trat. Nach Angaben des United States Holocaust Memorial Museum untersagten die bulgarischen Behörden am 4. Oktober 1941 den Juden Mazedoniens jede Art von Industrie oder Handel zu treiben und zwang sie, ihre Geschäfte an Nicht-Juden zu verkaufen. Derartige Gesetze und Verordnungen waren in der Region nicht neu, da das Königreich Jugoslawien bereits 1939 ein eigenes antisemitisches Gesetz erlassen hatte. Auch wenn das Gesetz für ganz Bulgarien galt, gab es Unterschiede bei der Umsetzung. So waren alle Juden mit einer bulgarischen Staatsangehörigkeit von der Verfolgung geschützt. Einer Ausdehnung der bulgarischen Staatsangehörigkeit auf die jüdische Bevölkerung Vardar-Mazedoniens widersetzte sich jedoch Nazideutschland. Auch kam es in den von Bulgarien verwalteten Gebieten zur Ghettoisierung wie in Bitola, wo Juden gezwungen waren aus den jüdischen Vierteln der Stadt, die relativ wohlhabend waren, in die ärmeren Stadtteile umzuziehen. Im Laufe des Jahres 1942 wurden immer härtere Maßnahmen gegen die Juden in Vardar-Mazedonien sowie im besetzten Nordgriechenland verhängt. Die bulgarische Regierung verlangte u. a., dass alle „jüdischen Haushalte 20 Prozent des Wertes ihres gesamten Vermögens“ abtreten mussten.
Im Hinblick auf die von Nazideutschland gewünschte Deportation der Juden aus den von Bulgarien verwalteten Neuen-Gebieten bat die bulgarische Regierung um eine Erläuterung der deutschen Pläne und erhielt die Auskunft, dass etwa die Hälfte in der Landwirtschaft in Großdeutschland eingesetzt werde und ein Viertel, bei dem es sich angeblich um angelernte Arbeitskräfte handelt, sich durch „freiwillige Arbeit“ in der Kriegsindustrie des Ruhrgebiets „freikaufen“ könne, während das verbleibende Viertel in das Generalgouvernement (das von Deutschland besetzte Polen) transportiert werde, um dort in „direkt mit dem Krieg verbundenen Arbeiten“ eingesetzt zu werden. Diese Information wurde auch über deutsche diplomatische Kanäle an die neutralen Länder weitergegeben und in der New York Times vom 24. März 1943 aus Bern berichtet, zusammen mit der eher zynischen Aussage, dass „die frühere Todesrate in den jüdischen Kolonien des besetzten Polens in den letzten drei Monaten beträchtlich abgenommen hat“, wobei als Grund angegeben wurde, dass „jetzt viele der männlichen Juden bei der Armee in der Nähe der Kampfzonen beschäftigt sind“ und ungefähr die gleichen Rationen wie deutsche Soldaten erhalten.
Die bulgarische Regierung zögerte zunächst, den deutschen Aufforderungen zur Deportation nicht-bulgarischer Juden nachzukommen, und erkundigte sich Ende 1942 und Anfang 1943 auf dem diplomatischen Weg über die Schweiz, ob es möglich sei, diese Juden mit Schiffen über das Schwarze Meer in das britisch kontrollierte Palästina zu deportieren, anstatt sie mit Zügen in Konzentrationslager zu bringen. Gerüchte über das Schicksal von Juden, die „in den Osten“ (d. h. in den Tod) umgesiedelt wurden, waren weit verbreitet. Dieser Antrag wurde jedoch vom britischen Außenminister Anthony Eden abgelehnt. Nach diesem diplomatischen Misserfolg gab die bulgarische Regierung schließlich den deutschen Forderungen nach, die nicht-bulgarischen Juden den deutschen Nazi-Behörden auszuliefern und sie so in den Tod zu schicken.
Nazi-Deutschland verlangte sogar, dass Bulgarien die Deportationen bezahlt. Am 22. Februar 1943 unterzeichneten Theodor Dannecker, der Sondergesandte der Nazis, der die Deportationen organisierte, und der bulgarische Kommissar für jüdische Angelegenheiten, Alexander Belev, ein Abkommen über die Deportation von 20.000 Juden (12.000 aus Vardar-Mazedonien und Thrakien und 8.000 aus Bulgarien selbst). Es handelt sich um das einzige Abkommen, das ein Land jemals mit Nazi-Deutschland über die Deportation von Juden unterzeichnet hat. Bulgarien musste für alle Transportkosten aufkommen und versprechen, diese Juden niemals als bulgarische Staatsbürger anzuerkennen.
Daraufhin wurde am frühen Morgen des 11. März 1943 die gesamte jüdische Bevölkerung von Skopje, Bitola und Štip durch die bulgarische Polizei unter Aufsicht der SS zusammengetrieben. Die Juden wurden in ein provisorisches Internierungslager in Skopje gebracht welches von der GestaPo bewacht wurde. Unter den 7.215 Personen, die in den Lagern festgehalten wurden, waren:
- 539 Kinder im Alter von unter 3 Jahren,
- 602 Kinder im Alter von 3 bis 10 Jahren,
- 1172 Kinder im Alter von 10 bis 16 Jahren,
- 865 über 60 Jahre alte Personen,
- 250 Schwerkranke (die ans Bett gefesselt waren)
- 4 schwangere Frauen, die im Internierungslager entbunden haben und
- 4 Personen, die bei der Ankunft im Lager gestorben waren.[35]

Die Deportierten wurden 11 Tage lang unter „engen und schmutzigen Bedingungen in vier Lagerhallen des Tabakkonzerns Monopol in Skopje“ gefangen gehalten, dann an die rumänische Grenze an die Donau transportiert und von dort in Zügen in das von Deutschland errichtete Vernichtungslager Treblinka im besetzten Polen transportiert. Nur ein paar Dutzend Juden aus Bitola konnten sich der Deportation entziehen, und vier entkamen aus dem Durchgangslager. Keiner der 3 276 Juden aus Bitola, die nach Treblinka deportiert wurden, überlebte.
Der Minister für Propaganda Dimo Kassassow in der späteren Regierung von Kimon Georgiew, erkläre nach dem Ende des Zweiten Weltkrieges:

„Ein Eingreifen war nicht möglich, da die Maßnahmen plötzlich und für alle überraschend ergriffen wurden. Als die bulgarische Bevölkerung davon erfuhr, war es bereits zu spät. Die Sonderzüge trafen bereits in Lom ein. Der politische Einfluss des bulgarischen Volkes hatte die neu befreiten Gebiete noch nicht erreicht... die Deportation wurde von deutschen Agenten durchgeführt.“

In einem Brief vom April 1943 an seine Vorgesetzten hielt Karl Hoffmann, deutscher Polizeiattaché in Bulgarien fest, seitens der Bevölkerung seien weder die ideologischen noch die „rassischen Voraussetzungen“ für eine Unterstützung der Deportationen gegeben. Die Judenfrage existiert in Bulgarien nicht in dem Sinne, wie sie es in Deutschland tut. Der deutsche Gesandte in Sofia, Adolf Beckerle, schrieb im Juni des gleichen Jahres, man müsse die bulgarische Mentalität, den Mangel an ideologischer Stärke, ihr Unverständnis gegenüber Antisemitismus berücksichtigen und solle die bulgarische Regierung nicht zu sehr unter Druck setzen. Nur ein deutscher Sieg könne nachhaltig wirken.

Dennoch wurden durch die bereits erfolgten Deportationen die jüdischen Gemeinden im bulgarisch kontrollierten Jugoslawien und in Griechenland fast vollständig ausgelöscht. Im Jahr 2003 lebte nur noch ein einziger Jude in der Stadt Bitola, die mehr als 400 Jahre lang eine sephardische Gemeinde beherbergt hatte. Auch die alte jüdische Gemeinde von Štip wurde vollständig zerstört.

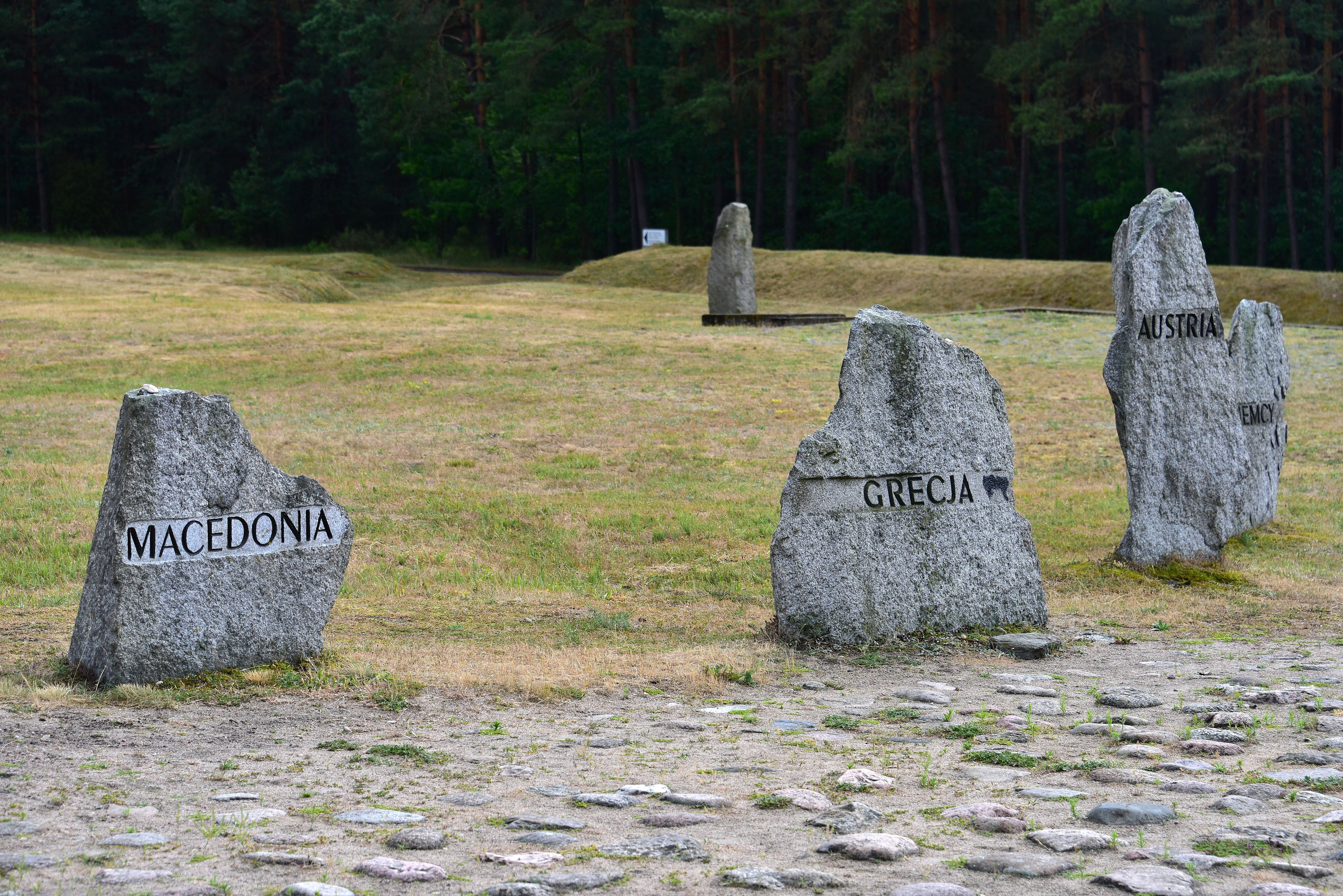
Ein Gedenkstein für die Juden aus Nordmazedonien auf dem Gelände des ehemaligen Vernichtungslagers Treblinka.

Auch viele der mazedonischen Juden, die sich zur Zeit der Eroberung und Besetzung durch die Achsenmächte in anderen Teilen Jugoslawiens aufhielten, wurden in der frühen Phase des Holocaust ermordet, noch bevor die Endlösung der Judenfrage auf der Wannseekonferenz im Januar 1942 beschlossen und dann umgesetzt wurde. Es wurden die Namen von etwa 200 mazedonischen Juden identifiziert, die in der frühen Phase des Holocaust von der deutschen Besatzungsmacht in Serbien und ihrem Kollaborateur, der Regierung von Milan Nedić, sowie von den Ustascha im Nazi-Satelliten Unabhängiger Staat Kroatien ermordet wurden.
Zahlreiche Juden schlossen sich den Partisanen im Kampf gegen die Nazis in Jugoslawien an. In Vardar-Mazedonien war Esther Ovadia, eine Jüdin aus Bitola, eine der ersten Frauen, die sich 1941 der Partisanenbewegung anschloss. Am Tag vor der Deportation warnte das Zentralkomitee des Bundes der Kommunisten Mazedoniens die jüdische Gemeinde vor der Deportation. Es wurden Unterkünfte und Verbindungen zu den Partisaneneinheiten organisiert, aber leider glaubten nur wenige Juden, dass ein Programm zu ihrer Vernichtung im Gange war, und zogen es stattdessen vor, in den Ghettos zusammenzubleiben. Im Gegensatz zu den alten bulgarischen Gebieten, wo es weit verbreitete Proteste gegen die Deportationen gab, einschließlich Petitionen an die Regierung in Sofia, fehlte es in Vardar-Mazedonien an solchen organisierten Bewegungen.
Nach der Befreiung Vardar-Mazedoniens im Jahr 1944 betrug die Gesamtzahl der überlebenden Juden nach Angaben der Gesellschaft der jüdischen Gemeinden in Jugoslawien 419. Einige Quellen geben an, dass die Reste der jüdischen Gemeinde in Belgrad wieder zusammengeführt wurden und nur etwa 140 überlebt hatten. Die meisten überlebten, indem sie sich versteckten oder mit den jugoslawischen Partisanen kämpften. Von denen, die in die Todeslager transportiert wurden, überlebte niemand. Die meisten Überlebenden entschieden sich für die Einwanderung nach Israel, einige kehrten nach Nordmazedonien zurück, andere blieben in Serbien. Infolgedessen sank die Zahl der in Nordmazedonien lebenden Juden auf 81 im Jahr 1952.

## Forschung und Aufklärung über den Holocaust
Eine Kombination von Umständen führte dazu, dass das Schicksal der mazedonischen Juden, die im Holocaust ermordet wurden, in den Jahrzehnten nach dem Krieg kaum bekannt war. Die Auswirkungen des Holocaust haben die mazedonischen jüdischen Gemeinden fast ausgelöscht, und von keinem der nach Treblinka geschickten Juden ist bekannt, dass er überlebt hat, um seine Geschichte zu erzählen. Nach der Niederlage der Achsenmächte wurde Vardar-Mazedonien wieder Teil Jugoslawiens, in seiner neuen Gestalt als Sozialistische Föderative Republik Jugoslawien. Die offizielle Linie bestand darin, die Verbrechen des Zweiten Weltkriegs nicht zu thematisieren, da man davon ausging, dass sie die internen innerethnischen jugoslawischen Beziehungen destabilisieren könnten. Im mazedonischen Fall wurde dies bis zu einem gewissen Grad gelockert, da die Täter deutsche und bulgarische Besatzer waren. Dennoch wurde das Schicksal der mazedonischen Juden kaum erwähnt. Erst 1958 veröffentlichte der Historiker Aleksandar Matkovski ein Buch in mazedonischer Sprache über die Tragödie der Juden aus Mazedonien, das 1959 in englischer Übersetzung unter dem Titel The Destruction of Macedonian Jewry in 1943 im Jahrbuch von Yad Vashem erschien, 1962 erweitert in einer Broschüre.
1967 brach Jugoslawien die diplomatischen Beziehungen zu Israel ab, da es sich nach dem Sechstagekrieg auf die Seite der Araber stellte. Dies scheint die Vermeidung der Erforschung des Holocausts noch verstärkt zu haben. In den 1970er Jahren wiesen die jugoslawischen Behörden die mazedonischen Historiker an, den zunehmenden bulgarischen Behauptungen über die Nichtexistenz der mazedonischen Identität entgegenzutreten. Das Institut für Nationale Geschichte veröffentlichte mehrere detaillierte Studien zu verschiedenen Aspekten der bulgarischen Besetzung Vardar-Mazedoniens im Zweiten Weltkrieg, aber der Holocaust und die bulgarischen antijüdischen Maßnahmen wurden im Allgemeinen nicht behandelt.
In Bulgarien konzentrierte sich die kommunistische Nachkriegsregierung auf die Darstellung der Rettung der bulgarischen Juden und schwieg über die Deportation und anschließende Vernichtung der Juden in Vardar-Mazedonien, Westthrakien und der Region Pirot in Serbien. 1983 brach Matkovski dieses Schweigen, indem er die erste mazedonischsprachige Geschichte der Juden in Mazedonien veröffentlichte. Das Kapitel „Die Deportation und Liquidierung der Juden in Mazedonien“ ist eine Aktualisierung seines früheren Buches von 1962. Es beschreibt detailliert die politischen, diplomatischen und rechtlichen Vorbereitungen der Deportation durch die bulgarischen Behörden und ihre deutschen Verbündeten, das Personal und die Organisation des Konzentrationslagers in der Tabakfabrik „Monopol“ in Skopje und die drei Zugtransporte nach Treblinka. Vier Jahre später, 1986, veröffentlichten die Herausgeber Žamila Kolonomos und Vera Vesković-Vangeli die Dokumentensammlung Die Juden in Mazedonien während des Zweiten Weltkriegs (1941-1945), die ins Mazedonische übersetzt wurde. Das Projekt „Die mazedonischen Juden und der Holocaust“ aus den Jahren 2010–2011 zielte darauf ab, den Umfang der Forschung und das Spektrum der interdisziplinären Blickwinkel auf dieses Thema zu erweitern, und mündete in einer Sammlung von vierzehn Originalarbeiten und Archivdokumenten sowie in einer Ausstellung.
2020 veröffentlichte die französische Politikwissenschaftlerin und Historikerin Nadège Ragaru mit «Et les Juifs bulgares furent sauvés… ». Une histoire des savoirs sur la Shoah en Bulgarie eine der neueren Studien.
Die Forschung wird auch dahingehend erschwert, als das gesamte bulgarische Staatsarchiv bis 1944 mit der Okkupation des Landes durch die Sowjetunion als Kriegsbeute nach Moskau gebracht wurde und bis dato nicht zugänglich ist.

## Republik Mazedonien/Nordmazedonien
Gegenwärtig zählt die jüdische Gemeinde in Nordmazedonien etwa 200 Personen. Fast alle leben in Skopje, eine Familie in Štip und ein einziger Jude in Bitola.
Die jüdische Gemeinde wurde am 11. März 2000 in der Synagoge Beth Yaakov gegründet und verfügt über ein Gemeindezentrum in Skopje. Die Gemeinde unterhält Beziehungen zu den jüdischen Gemeinden in Belgrad und Thessaloniki. Ein Rabbiner reist von Belgrad nach Skopje, um bei der Durchführung von Gottesdiensten zu helfen. Vor kurzem hat die Gemeinde erstmals einen Vertreter zum Bibelquiz in Israel entsandt, das jedes Jahr am israelischen Unabhängigkeitstag stattfindet.
Im Januar 2020 ernannte die Regierung Nordmazedoniens ihre erste jüdische Kabinettsministerin, die Ministerin für Arbeit und Sozialpolitik Rasela Mizrahi von der nationalistischen Partei VMRO-DPMNE. Unmittelbar nach ihrer Ernennung wurde sie Zielscheibe antisemitischer Äußerungen, wie etwa der Forderung, sie solle den Davidstern in ihrem Büro anbringen. Das Simon Wiesenthal Zentrum bezeichnete „die antisemitischen Reaktionen entlarvend und empörend“. Innerhalb eines Monats wurde Mizrahi von ihrem Ministerposten entlassen, weil sie in einem Video vor einem Schild mit dem früheren Namen des Landes (Mazedonien) stand. Die Forderung, sie zu entlassen, wurde von Premierminister Oliver Spasovski von der Sozialdemokratischen Liga Mazedoniens erhoben. Die meisten antisemitischen Äußerungen gegen Mizrahi kamen aus den Reihen dieser politischen Partei. Mizrahi erklärte, diese „antisemitischen Angriffe waren eine Überraschung. Die Menschen in Mazedonien sind nicht antisemitisch“.

### Religiöse Wiederbelebung
In Nordmazedonien fand die erste Rabbinerkonferenz des Balkans statt. Sie wurde von der Jüdischen Gemeinde in Nordmazedonien „Yeshiva Bet Midrash Sepharadi“ unter der Leitung von Rabbiner Yechiel Wasserman und von der Regierung der Republik Nordmazedonien (einer Kommission für die Beziehungen zu religiösen Gemeinschaften und Gruppen) organisiert.
An der Veranstaltung nahmen etwa 25 Rabbiner aus der ganzen Welt teil, darunter die Oberrabbiner von Moskau, Kroatien, Serbien, Rumänien, Straßburg und Lyon, weiteren Rabbinern aus Frankreich, Bulgarien und Israel sowie Vertretern des WJC und hohe israelische Regierungsmitglieder. Auch Rabbi Ezra Kassin und andere Rabbiner der Talmudschule Jeschiwa, die in der ganzen Welt tätig sind, wirkten mit.
Der Präsident des Europäischen Jüdischen Kongresses, Moshe Kantor, nahm ebenfalls teil, ebenso wie ein Vertreter des Jüdischen Weltkongresses, des Europäischen Jüdischen Fonds und viele andere. Die Konferenz wurde zum Teil von Gligor Tashkovich, dem Minister für Auslandsinvestitionen der Republik Mazedonien, ausgerichtet, der auch eine Ansprache beim Mittagessen hielt.
Das Projekt zur Ausbildung von Rabbiner Avi M. Kozma für den Dienst in einer Gemeinde, in der es seit 60 Jahren keinen Rabbiner mehr gibt, wurde von der jüdischen Gemeinde in Nordmazedonien, der Jeschiwa, dem Rabbinerkolleg Bet Midrash Sepharadi in Jerusalem, Israel und der Zionistischen Weltorganisation, Abteilung für religiöse Angelegenheiten in der Diaspora in Jerusalem, unterstützt. Seit dem Jahr 2000 war Rabbiner Avi M. Kozma Assistenzrabbiner und Chazzan des Oberrabbiners von Serbien, Yitzchak Asiel, der ebenfalls der mazedonischen jüdischen Gemeinde diente. Rabbi Avi M. Kozma wurde auf dieser Konferenz (2008) als erster junger mazedonischer jüdischer orthodoxer sephardischer Rabbiner, der nach dem Holocaust geboren wurde, zum Oberrabbiner des Landes ernannt.

### Holocaust Museum in Skopje
Ein neues Museum, das dem Gedenken an die Juden Nordmazedoniens gewidmet ist, die während der bulgarischen Herrschaft im Holocaust umgekommen sind, wurde 2011 in Anwesenheit des Präsidenten des Landes sowie von Vertretern der Religionsgemeinschaften Nordmazedoniens und internationaler jüdischer Organisationen eingeweiht. Das moderne Gebäude befindet sich im Zentrum der mazedonischen Hauptstadt Skopje, im Herzen des ehemaligen jüdischen Viertels der Stadt (mazedonisch: Еврејско маало). Das Museum wurde im März 2011 eröffnet. Dabei wurden die Urnen mit der Asche der in Treblinka hingerichteten mazedonischen Juden aus dem Museum der Stadt Skopje in das Holocaust-Museum überführt. Das Museum war das erste, das in einem Museumskomplex eröffnet wurde, zu dem auch das Archäologische Museum von Mazedonien und das Museum der mazedonischen Unabhängigkeit gehören. In der Umgebung des Museums befinden sich wichtige Sehenswürdigkeiten und Touristenattraktionen wie die Steinerne Brücke, die Festung von Skopje und der alte türkische Basar.

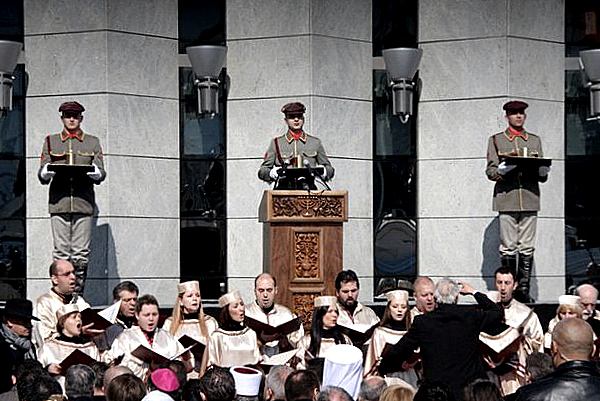
Interreligiöse Einweihungszeremonie des Holocaust-Museums in Skopje
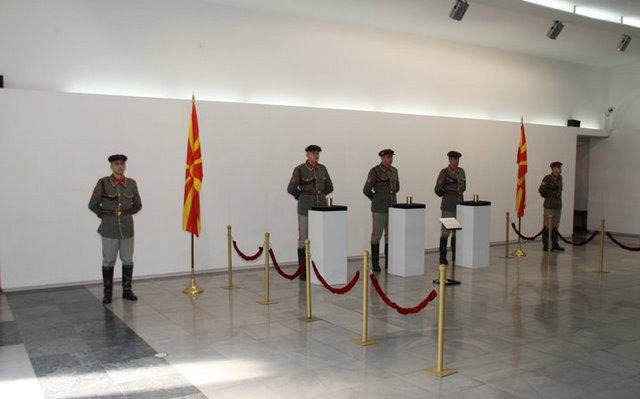
Urnen mit der Asche der in Treblinka hingerichteten Juden Nordmazedoniens
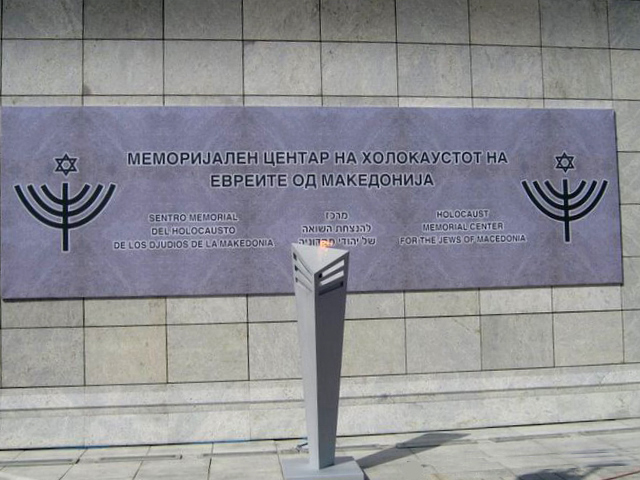
Das Schild des Holocaust-Museums in Skopje auf Mazedonisch, Ladino, Hebräisch und Englisch

Der mazedonische Präsident Gjorge Ivanov erinnerte an die lange Geschichte des Zusammenlebens zwischen Juden und Mazedoniern und sagte, dass mit dem Verlust der Juden „ein Teil [der Republik] Mazedonien herausgerissen wurde und dass auf den jüdischen Straßen von Skopje, Bitola und Štip nach dem Krieg Stille herrschte“. Vertreter der orthodoxen, katholischen und muslimischen Gemeinden nahmen gemeinsam mit ihren jüdischen Landsleuten an der Einweihung des Museums teil. Das Museum zeigt die Geschichte der jüdischen Gemeinde in Nordmazedonien seit der Antike. Laurence Weinbaum, Forschungsdirektorin des Jüdischen Weltkongresses (WJC), wies darauf hin, dass keine jüdische Gemeinde in Europa ein größeres Maß an Zerstörung erlitten habe als die nordmazedonische.